# NGC 1817
NGC 1817 là cụm sao mở trong chòm sao Kim Ngưu. Nó được phát hiện bởi nhà thiên văn học người Anh William Herschel vào tháng 2 năm 1784. Với cường độ 7 và kéo dài 17 phút vòng cung (arcminute, arcmin) trên bầu trời, nó cách NGC 1807 chỉ một vài độ. Thật vậy, cả hai thực sự có thể là một phần của một cụm mở rộng duy nhất.
Cụm NGC 1817 có cùng độ tuổi với cụm Hyades, hoặc có lẽ trẻ hơn một chút với 0,8−1,2 tỷ năm. Điểm quay vòng của cụm sao này trong đó các ngôi sao trên một khối lượng nhất định đang phát triển qua giai đoạn khổng lồ màu đỏ có khối lượng gấp đôi Mặt Trời. Cụm sao nằm ở phía đối diện bầu trời với Lõi ngân hà với khoảng cách 9,9 kpc (32 kly) từ lõi, và khoảng 0,4 kpc (1,3 kly) từ mặt phẳng Thiên hà.
Các phép đo chuyển động riêng của 810 ngôi sao trong vùng 1,5 ° tập trung vào cụm sao cho thấy nó có ít nhất 169 thành viên. Trong số này, có tổng cộng 26 ngôi sao biến quang, trong đó có ba ngôi sao biến Gamma Doradus (gồm Gamma Doradus, HD 96008, HD 224638) và mười sáu sao biến quang Delta Scuti. Tỷ lệ biến Delta Scuti cao bất thường này có khả năng là kết quả của điểm rẽ nằm trong dải không ổn định.